# Dirk van den Broek (ondernemer)
Dirk van den Broek (Amsterdam, 27 maart 1924 – Aerdenhout, 8 april 2020) was een Nederlands ondernemer. Hij was de oprichter en eigenaar van supermarktketen Dirk.

## Loopbaan
In 1939 startte de toen 15-jarige Van den Broek zijn eigen handel en reed hij met een melkkar door Amsterdam. In 1942, tijdens de Tweede Wereldoorlog, opende hij aan het Mercatorplein in Amsterdam een melkwinkel. In 1953 volgde de eerste supermarkt van Amsterdam in de Kinkerstraat. In de loop der jaren breidde hij uit, onder meer met de winkelketen Digros en door de overname van concurrent Bas van der Heijden. Ook was hij de grondlegger van reisorganisatie D-reizen. De filialen van Dirk van den Broek werden in 2014 omgedoopt in Dirk. 
Van den Broek was officier in de Orde van Oranje-Nassau. 
Hij overleed op 8 april 2020 op 96-jarige leeftijd.